# Fiksacja funkcjonalna
Fiksacja funkcjonalna (ang. functional fixedness) – w psychologii oznacza brak umiejętności użycia danego obiektu (przedmiotu) w nietypowy, niestandardowy sposób, inny od pierwotnego przeznaczenia. Wpływa negatywnie na zdolność rozwiązywania problemów, radzenia sobie w sytuacjach nowych i nietypowych, ogranicza twórczość. 
Twórcą terminu był Karl Duncker, który w 1945 r. badał wpływ dawnych doświadczeń na ograniczenia w rozwiązywaniu aktualnych problemów.